# Аеродром Урије
Аеродром Урије је спортски аеродром у истоименом приједорском насељу. Налази се три километра сјеверно од центра, на нешто вишој надморској висини од града. Постоје две полетно-слетне стазе, од којих је једна травната, дужине 900 метара, а друга бетонска дужине 700 метара чија је изградња почела у марту 2016. године. 
Локација је први пут искориштена за слијетање 23. маја 1942. када су пилоти Фрањо Клуз и Руди Чајавец, пребјегавши из домобранских формација у партизане, приземљили два мања војна авиона у тада слободни Приједор.
Аеродром се данас користи за спортске (једриличарство, падобранство, обука пилота) и у мањој мјери пољопривредне летове (запрашивање).